# Jason Bourne (film)
A Jason Bourne 2016-ban bemutatott amerikai akció-thriller, melyet Paul Greengrass rendezett, valamint Greengrass és a film vágója, Christopher Rouse írt. Ez az ötödik része a Bourne-filmsorozatnak és A Bourne-ultimátum (2007) közvetlen folytatása. Matt Damon alakítja továbbra is a főszerepet, a korábbi CIA-bérgyilkos és pszichogén amnéziás Jason Bourne-t. További szereplők Tommy Lee Jones, Alicia Vikander, Vincent Cassel, Julia Stiles és Riz Ahmed.
Az Amerikai Egyesült Államokban 2016. július 29-én mutatták be, Magyarországon szinkronizálva, július 28-án a UIP-Dunafilm forgalmazásában.
A film általánosságban vegyes kritikákat kapott a kritikusoktól. A Metacritic oldalán a film értékelése 58% a 100-ból, ami 50 véleményen alapul. A Rotten Tomatoeson 54%-os minősítést kapott, 325 értékelés alapján. A film világszerte 415 millió dolláros bevételt produkált.
A film forgatása 2015. szeptember 8.-án kezdődött. A premierje Londonban volt 2016. július 11-én, majd az Universal Pictures által az Egyesült Államokban július 29-én került a mozikba.
A CIA legveszélyesebb egykori ügynöke előbújik rejtekhelyéről, hogy újabb igazságokat fedjen fel a múltjáról.

## Cselekmény
Tizenkét évvel azután, hogy leleplezte a Blackbriar hadműveletet és eltűnt, Jason Bourne felgyógyult amnéziájából, elszigetelődött a világtól, és abból él, hogy kegyetlen, puszta kézzel vívott harcokban vesz részt Görögországban. Reykjavíkban Nicky Parsons, aki együttműködik egy Christian Dassault által vezetett hacktivista csoporttal, feltöri a CIA központi számítógépes szerverét, hogy leleplezze a CIA fekete akciókat végrehajtó programjait. Ez figyelmezteti Heather Lee-t, az ügynökség kiberbiztonsági műveleti részlegének vezetőjét és Robert Dewey-t, a CIA igazgatóját. Eközben Parsons megtalálja a Bourne-nak a Treadstone-ba való beszervezésével és az apjának a programban betöltött szerepével kapcsolatos dokumentumokat. Athénba utazik, hogy megtalálja és tájékoztassa őt.
Görögországban Parsons és Bourne a Szintagma téren találkozik egy erőszakos, kormányellenes tüntetés során. Ezzel elkerülik a nyomukba küldött CIA-ügynököket, de Parsonst lelövi Asset, egy volt Blackbriar bérgyilkos, aki személyes haragot táplál Bourne ellen, mivel elfogták és megkínozták, ami nem szándékos következménye volt annak, hogy Bourne leleplezte a Blackbriart. Mielőtt meghal, Parsons átadja Bourne-nak egy szekrény kulcsát, amelyben CIA akták vannak.
Bourne a múltjával és családjával kapcsolatos válaszokat keresve felkeresi Dassault-t Berlinben. Parsons aktáit megfejtve Bourne rájön, hogy apja, Richard Webb CIA-elemző volt, aki részt vett a Treadstone program létrehozásában.
Az aktákba rejtett ártalmas program megadja a CIA-nak Bourne tartózkodási helyét, és Dewey egy csapatot küld a férfi elfogására, míg Lee távolról törli az aktákat. Dassault megtámadja Bourne-t, de ő cselekvésképtelenné teszi. Lee figyelmezteti Bourne-t, hogy a csapat közeledik, mivel úgy véli, hogy a férfit rá lehet venni, hogy visszatérjen az ügynökséghez. A Berlinben gyűjtött néhány nyomot felhasználva Bourne Londonban felkutatja Malcolm Smith-t, a Treadstone egykori megfigyelő ügynökét, és találkozót szervez vele a Paddington Plázában.
Lee meggyőzi Dewey főnökét, Edwin Russellt, a Nemzeti Hírszerzés igazgatóját, hogy engedélyezze neki, hogy személyesen lépjen kapcsolatba Bourne-nal, és próbálja meg visszahozni. Dewey, aki ellenzi a tervét, titokban megbízza Assetet, hogy likvidálja a csapatot és ölje meg Bourne-t is. Bourne elég sokáig menekül Lee és az Asset elől, hogy szembeszálljon Smith-szel. A Dewey által a fülhallgatón keresztül elhangzott fenyegetések ellenére Smith bevallja, hogy Richard Webb hozta létre a Treadstone-t, de megpróbálta megakadályozni, hogy beszervezzék a fiát. Dewey utasítására Asset megölte Richard Webb-et Bejrútban, terrortámadásnak álcázva az esetet, hogy Bourne-nal elhitesse, hogy Webbet terroristák ölték meg, és hogy ezzel motiválják Bourne-t, hogy csatlakozzon a Treadstone-hoz. Smith-t megöli Asset, Bourne pedig elmenekül, és megtalálja Lee-t. Bevallja, hogy nem tetszenek neki Dewey módszerei, és Bourne-t egy Las Vegas-i technológiai kongresszusra irányítja.
Dewey a tervek szerint részt vesz a kongresszuson, ahol Aaron Kalloorral, a „Mély álom” közösségi média óriásvállalat vezérigazgatójával tart nyilvános vitát az adatvédelmi jogokról. Kalloor az internetes korszakban a vállalatok társadalmi felelősségvállalásának nyilvános arca, de Dewey titokban finanszírozta a startup szakaszban.
Dewey a „Mély álmot” valós idejű tömeges megfigyelésre kívánja használni, a CIA célzott gyilkossági „Béta” programjának legújabb inkarnációja, a Vaskéz mellett, ami a Blackbriar sokkal kegyetlenebb és baljósabb változata, amelyben a merénylő szándékosan bárkit megölhet, hogy elérje a célpontot.
Amikor Kalloor meggondolja magát, hogy a CIA-nak hozzáférést kapjon a „Mély álomhoz”, Dewey megbízza Asset-et, hogy merényletet kövessen el Kalloor és Lee ellen, miután pillanatokkal azelőtt felfedezte az összeesküvését. Bourne meghiúsítja a merényleteket, és találkozik Dewey-val a lakosztályán. Dewey Bourne hazafias érzésére apellál, miközben húzza az időt, mielőtt jobbkeze, Craig Jeffers közbelépne. Bourne megöli Jeffers-t, de közben lövést kap; azonban megmenekül, amikor Lee lelövi Dewey-t, mielőtt az lelőhetné Bourne-t. Miután leplezte Lee részvételét Dewey halálában, Bourne a Las Vegas-i Strip-en üldözi Asset-et, és a csatornába hajszolja; kegyetlen harcba keverednek, amelynek végén Bourne kitöri Asset nyakát, ezzel bosszút állva apja és Parsons miatt.
Ezt követően Lee meggyőzi Russellt, hogy Dewey módszerei elavultak, és felajánlja magát Dewey helyére CIA-igazgatónak, valamint Russell szemének és fülének a CIA-n belül. Felvázolja a tervét, hogy Bourne bizalmát felhasználva visszahozza őt az ügynökséghez, de kész megölni, ha a férfi visszautasítja. Lee találkozik Bourne-nal, és megígéri neki, hogy a CIA azzá a szervezetté válik, amilyennek hitte, amikor belépett. Bourne időt kér, hogy átgondolja az ajánlatát, és elsétál. Lee visszatér a kocsijához, és megtalálja a Bourne által készített felvételt a Russellel folytatott beszélgetésről, amelyből kiderül, hogy mik a valódi szándékai Bourne meggyilkolásával kapcsolatban, mivel azt mondja: "... ezentúl el kell végeznie". Lee rájön, hogy elvesztette az esélyét, hogy irányítsa Bourne-t, miközben Bourne már elsétált és ismét eltűnik.

## Szereplők
| Szereplő                  | Színész         | Magyar hang     | Leírás                                                              |
| ------------------------- | --------------- | --------------- | ------------------------------------------------------------------- |
| Jason Bourne / David Webb | Matt Damon      | Széles Tamás    | a CIA egykori bérgyilkosa                                           |
| Robert Dewey              | Tommy Lee Jones | Reviczky Gábor  | a CIA igazgatója                                                    |
| Heather Lee               | Alicia Vikander | Balsai Móni     | a CIA Cyber Ops fejese                                              |
| Asset                     | Vincent Cassel  | Viczián Ottó    | a „Vaskéznek” dolgozó bérgyilkos                                    |
| Nicolette "Nicky" Parsons | Julia Stiles    | Mezei Kitty     | Bourne egykori kapcsolattartója Párizsban                           |
| Aaron Kalloor             | Riz Ahmed       | Hevér Gábor     | médiavállalkozó, a Deep Dream („Mély álom”) alapító vezérigazgatója |
| Craig Jeffers             | Ato Essandoh    | Zöld Csaba      | Dewey egyik CIA ügynöke                                             |
| Edwin Russell             | Scott Shepherd  | Schnell Ádám    | a Nemzeti Hírszerzés igazgatója                                     |
| Malcolm Smith             | Bill Camp       | Csankó Zoltán   | egykori CIA elemző                                                  |
| Christian Dassault        | Vinzenz Kiefer  | Kisfalusi Lehel | hacker                                                              |
| Richard Webb              | Gregg Henry     | Kőszegi Ákos    | Jason Bourne apja                                                   |

## Elismerések
| Díj                     | Kategória                           | Jelölés         | Eredmény |
| ----------------------- | ----------------------------------- | --------------- | -------- |
| 2016 Teen Choice Awards | Choice AnTEENcipated Movie          |                 | Függőben |
| 2016 Teen Choice Awards | Choice Movie Actor: AnTEENcipated   | Matt Damon      | Függőben |
| 2016 Teen Choice Awards | Choice Movie Actress: AnTEENcipated | Alicia Vikander | Függőben |

## Számlista
| 1.    | "I Remember Everything"              | 2:04 |
| 2.    | "Backdoor Breach"                    | 3:50 |
| 3.    | "Converging in Athens"               | 4:13 |
| 4.    | "Motorcycle Chase"                   | 6:53 |
| 5.    | "A Key to the Past"                  | 2:37 |
| 6.    | "Berlin"                             | 2:02 |
| 7.    | "Decrypted"                          | 5:34 |
| 8.    | "Flat Assault"                       | 2:39 |
| 9.    | "Paddington Plaza"                   | 6:46 |
| 10.   | "White Van Plan"                     | 2:49 |
| 11.   | "Las Vegas"                          | 3:48 |
| 12.   | "Following the Target"               | 3:29 |
| 13.   | "Strip Chase"                        | 4:59 |
| 14.   | "An Interesting Proposal"            | 2:13 |
| 15.   | "Let Me Think About It"              | 2:24 |
| 16.   | "Extreme Ways (Jason Bourne) – Moby" | 4:56 |
| 61:16 |                                      |      |